# Nəzər Heydərov
Nəzər Heydər oğlu Heydərov (ur. 1896 we wsi Gürcülü w guberni jelizawetolskiej (obecnie okolice Gandży), zm. 30 grudnia 1968) – radziecki i azerbejdżański polityk, przewodniczący Prezydium Rady Najwyższej Azerbejdżańskiej SRR w latach 1949-1953.

## Życiorys
Od 1918 w RKP(b), 1920 przewodniczący komitetu rewolucyjnego w Qubadlı, od 1921 sekretarz powiatowego komitetu Komunistycznej Partii (bolszewików) Azerbejdżanu w Qubadlı, przewodniczący komitetu wykonawczego rady Qubadlı, potem instruktor KC KP(b)A, 1924-1926 przewodniczący powiatowego komitetu wykonawczego w Ağdaş, 1926 zastępca przewodniczącego komitetu wykonawczego obwodowej rady w Górskim Karabachu. Od 1928 studiował w Akademii Przemysłowej im. Stalina, potem w Moskiewskim Instytucie Naftowym. 1931-1949 dyrektor zakładów naftowych im. Mołotowa, później koncernów naftowych "Əzizbəyovneft", "Azneft" i "Kirovabadneft". Członek KC KP(b)A/Komunistycznej Partii Azerbejdżanu. Od 18 maja 1949 do 9 marca 1954 przewodniczący Prezydium Rady Najwyższej Azerbejdżańskiej SRR. Deputowany do Rady Najwyższej ZSRR 3 kadencji. Odznaczony Orderem Lenina i Orderem Czerwonego Sztandaru Pracy.